# Оріон (космічний корабель)
Багатоцільовий пілотований корабель «Оріон» (БЦПК) (англ. Multi-Purpose Crew Vehicle Orion, (MPCV)) — американський частково багаторазовий космічний корабель, призначений для транспортування чотирьох астронавтів на низьку опорну орбіту або поза нею.
Керування проєктом здійснюється Національним управлінням з аеронавтики і дослідження космічного простору (НАСА, США), яке передбачало запускати «Оріон» за допомогою Системи космічних запусків. «Оріон» сприятиме дослідженню астероїдів і Марса людиною, а також за необхідності може здійснювати доставку астронавтів та необхідного обладнання до міжнародної космічної станції (МКС).
НАСА анонсувала розробку корабля «Оріон» 24 травня 2011 року. Його конструкція базується на Пілотованому дослідницькому кораблі скасованої програми «Сузір'я». Корабель має два модулі. Командний модуль розробляється компанією Lockheed Martin у Виробничому комплексі Michoud у Новому Орлеані. Сервісний модуль розробляється Європейським космічним агентством (ЄКА) і будується компанією Airbus Defence and Space.
Перший випробувальний політ «Оріона» (безпілотний), — Дослідницький тестовий політ 1 (Exploration Flight Test 1), — був здійснений 5 грудня 2014 року за допомогою ракети-носія Delta IV Heavy. Він тривав 4 години 24 хвилини, приземлення відбулося в Тихому океані о 10:29 (затримка пов'язана з технічними й погодними умовами).
На грудень 2019 року був запланований другий політ без екіпажу — Exploration Mission 1 (перейменований на «Артеміда-1» (Artemis 1) і перенесений на листопад 2021 року).
29 серпня 2022 року о 15:33 з Космічного центру імені Джона Кеннеді у Флориді (о 8:33 за місцевим часом) (США) капсула «Оріон» мала вирушити до Місяця на ракеті-носії SLS. Космічний корабель мав здійснити обліт навколо Місяця і, за планом, повернутися на Землю у жовтні. Однак через витік водню в одному з двигунів ракети в останню мить місію перенесли орієнтовно на 2 вересня 2022 року. Задача першої випробувальної місії «Артеміда-1» у рамках місячної програми НАСА — переконатися, що теплозахисний екран капсули «Оріон» зможе витримати тертя об атмосферу при поверненні на Землю.
16 листопада 2022 року НАСА запустила до Місяця надважку ракету-носій (Space Launch System, SLS) із космічним кораблем «Оріон». Ракета стартувала з майданчика Космічного центру Кеннеді на Флориді о 1:04 за місцевим часом (8:04 за київським). Пуск SLS з «Оріоном» є частиною місії «Артеміда-1». Корабель у тестовому безпілотному режимі здійснив політ до Місяця, провів на його орбіті кілька тижнів та повернувся на Землю 11 грудня 2022 року.
Перша пілотована місія очікується не раніше квітня 2026 року.

## Історія проєкту

### Пілотований дослідницький корабель «Оріон»

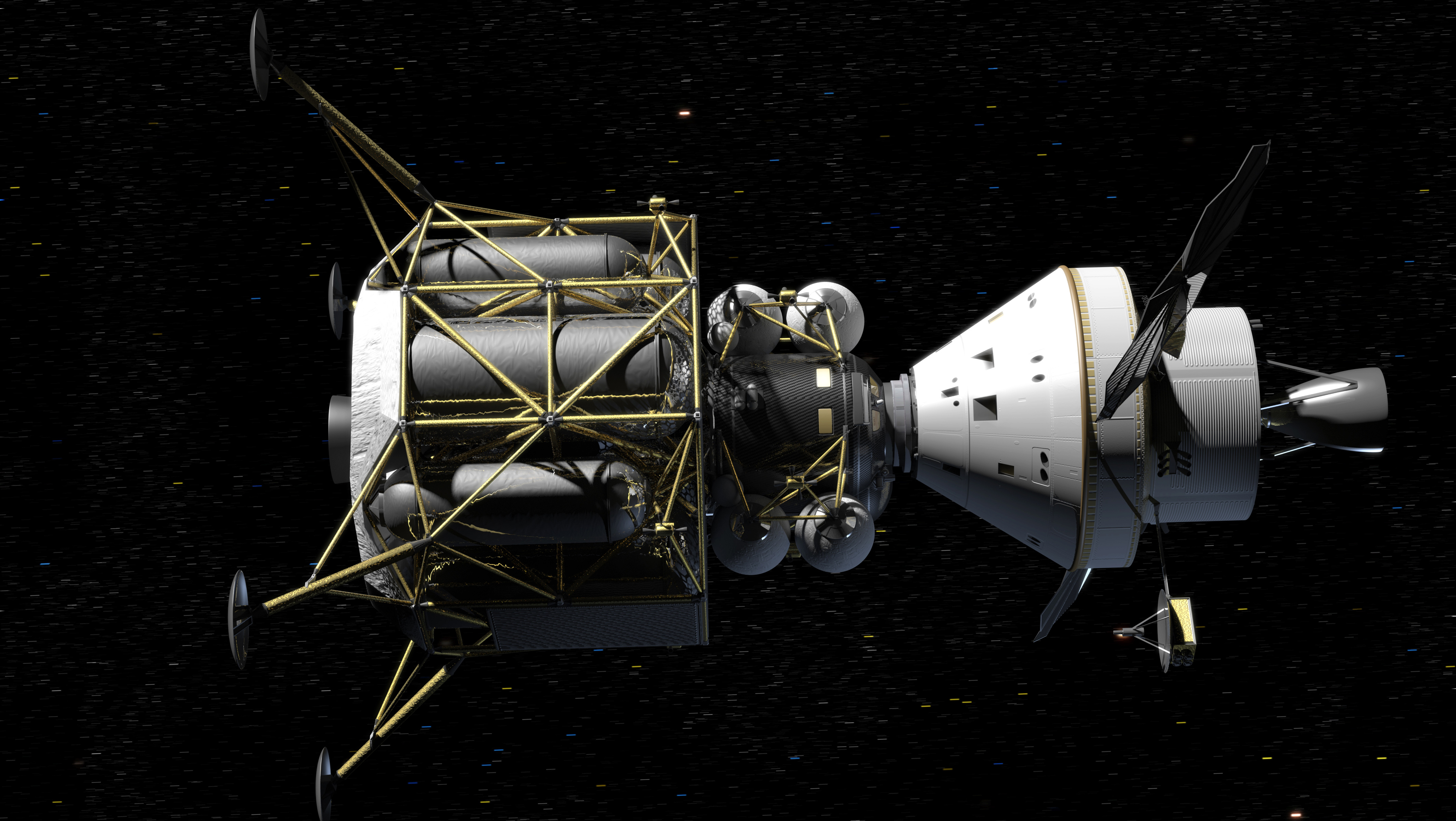
Місячний модуль Альтаїр зістикований з «Оріоном» (2007). Концепт

14 січня 2004 року президент США Джордж Вокер Буш анонсував Пілотований дослідницький корабель (ПДК) у складі космічної програми Vision for Space Exploration. ПДК був реакцію на аварію шатла Колумбія та звіт Ради з розслідування нещасного випадку Колумбії. ПДК ефективно замінив концепт Orbital Space Plane, який був запропонований після скасування програми Орбітальний літак|орбітального літака Lockheed Martin X-33, щоб замінити спейс-шаттли. Космічна програма Vision for Space Exploration була розвинена до космічної програми «Сузір'я» під час роботи адміністратора НАСА Шона О'Кіфа, а Пілотований дослідницький корабель був перейменований у Пілотований дослідницький корабель «Оріон» на честь сузір'я Оріон.
Програма «Сузір'я» пропонувала використовувати «Оріон» у пілотованому і вантажному варіантах для доставки астронавтів і вантажів на МКС і як пілотований корабель для польоту на Місяць. Конструкція була подібна до конструкції кораблів програми «Аполлон» і складалася із сервісного модуля для життєзабезпечення й руху і була призначена для приземлення на тверду поверхню на західному узбережжі США на парашутах, проте пізніше приземлення було замінено на приводнення в океані.
«Оріон» важив 23 тонни, менше ніж командний/сервісний модуль «Аполлона». Командний модуль важив би близько 8,9 т, більше ніж еквівалентний КМ "Аполлона) — 5,8 т. З діаметром 5 м і в протилежність 3,9 м «Аполлона», «Оріон» мав у 2,5 раза більший об'єм порівняно з «Аполлоном». У Сервісному модулі як паливо планувалося використовувати рідкий метан (LCH4), проте було вибране самозаймисте паливо кисень/метан через недосконалість ракетних технологій і необхідність запуску «Оріона» до 2012 року.
«Оріон» складається з двох основних частин: конічного командного модуля і циліндричного сервісного модуля з рушійною установкою і предметами постачання. Обидва базувались на командному і сервісному модулях «Аполлона», який використовувався з 1967—1975 рр.
«Оріон» мав бути запущений ракетою-носієм «Арес I» на НОО, там корабель мав зістикуватися з місячним модулем «Альтаїр», який був би запущений ракетою-носієм надважкого класу «Арес V», який призначений для польотів на Місяць.

### Скасування космічної програми «Сузір'я»

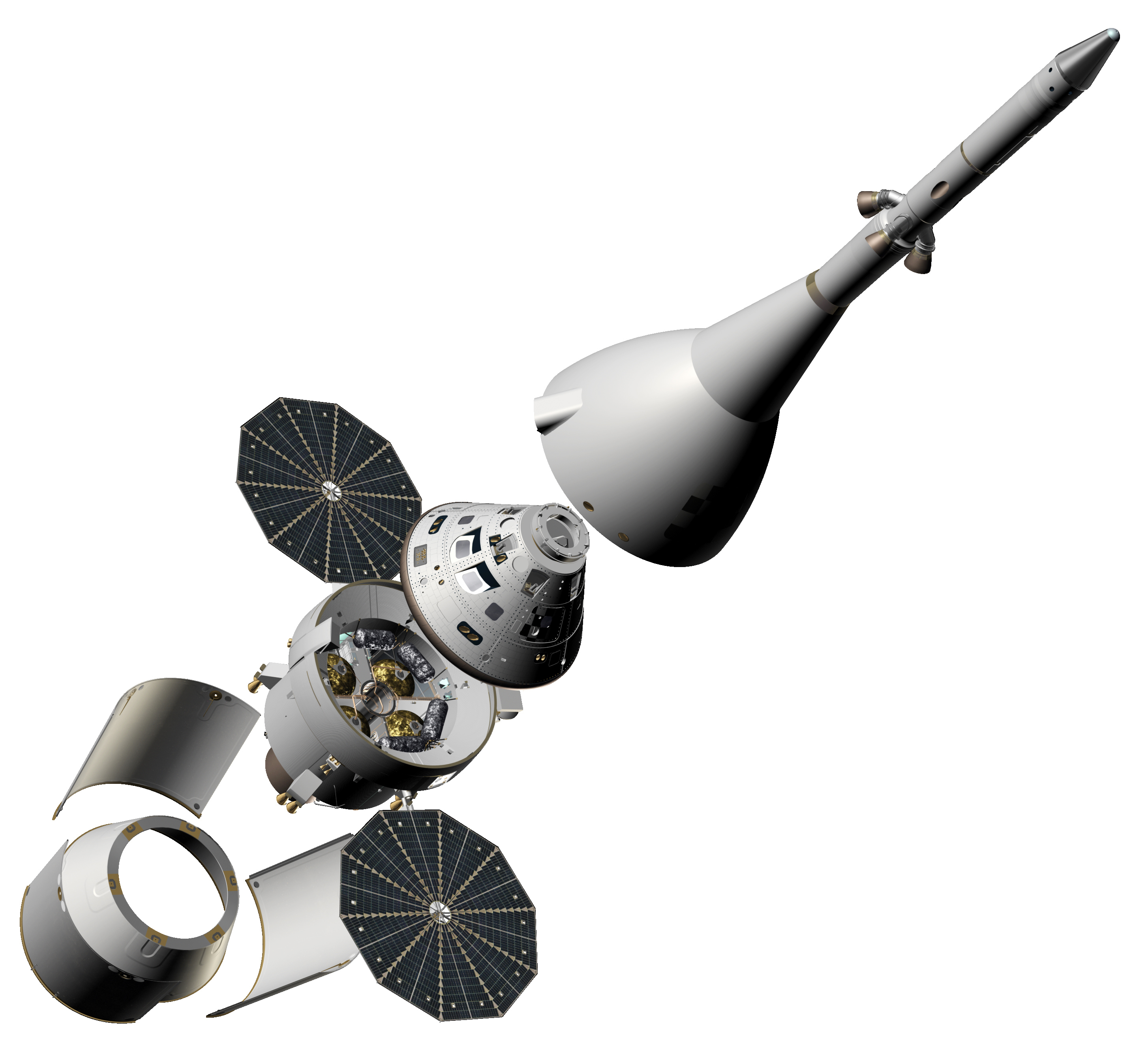
«Оріон» CEV, дизайн 2009 року

7 травня 2009 року адміністрація Барака Обами задіяла Комісію Огустіна, щоб виконати повний незалежний огляд триваючої програми дослідження космосу НАСА. Комісія з'ясувала, що поточна космічна програма «Сузір'я» відстає від графіку на чотири або більше років у кількох важливих складових компонентах зі значними перевитратами і навряд чи буде здатна виконати будь-які з поставлених цілей, базуючись на поточному бюджеті. Тому комісія порадила істотно переглянути цілі та ресурси. Через це 11 жовтня 2010 року програма «Сузір'я» була скасована, скасовано подальшу розробку космічного корабля «Альтаїр», ракет «Арес I» і «Арес V». «Оріон» пережив скасування програми і був перейменований у Багатоцільовий пілотований корабель «Оріон», запускати який планувалося за допомогою Системи космічних запусків.

### Багатоцільовий пілотований корабель «Оріон»
Через реструктуризацію з програми «Сузір'я» розробка програми «Оріон» рухалась від створення трьох різних версій капсули «Оріона», кожна з яких була призначена для окремих завдань, до розробки однієї версії, яка буде здатна виконати багато завдань.
30 жовтня 2014 року дещо перероблений Багатоцільовий космічний корабель був готовий до першого польотного випробування. Корабель отримав дозвіл на встановлення на ракету-носій Delta IV Heavy і був готовий до запуску. 5 грудня 2014 року під час Exploration Flight Test 1 був здійснений успішний запуск «Оріона» і приводнення капсули в океані. Це ознаменувало повернення НАСА до проєктування і будівництва пілотованих космічних кораблів.

## Конструкція

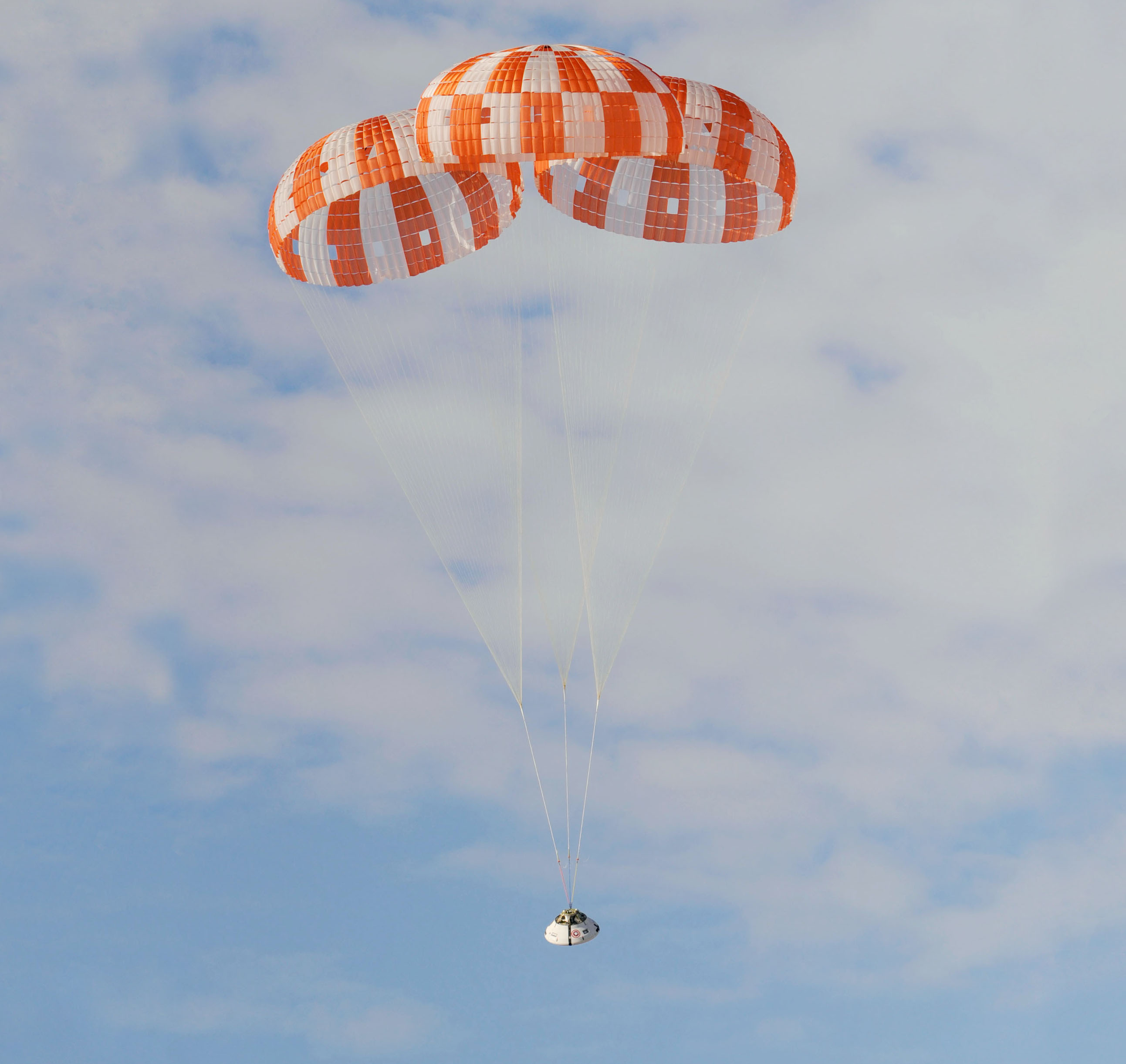
Тест парашутної системи, червень 2012 року

«Оріон» отримав базові елементи конструкції від командного модуля «Аполлона», який доправив астронавтів на Місяць, проте його технології і можливості були покращені. Він був спроєктований із розрахунком на тривалі місії до глибокого космосу, до 21 дня активного пілотування кораблем і 6 місяців пасивного використання. Протягом пасивного використання системи життєзабезпечення можуть підтримуватись іншим модулем, як-от Deep Space Habitat. Підтримка кораблем життєзабезпечення, рушійна установка, температурний захист і електронні системи сконструйовані так, щоб їх можна було модернізувати, коли стануть доступні нові технології. Космічний корабель «Оріон» має командний і сервісний модуль, а також адаптер для космічного корабля. Командний модуль «Оріона» більший за КМ «Аполлона» і може мати більше астронавтів для коротких або тривалих місій. Сервісний модуль містить паливо, двигун, а також кисень і воду для астронавтів. Конструкція сервісного модуля також проєктується для розміщення наукових експериментів і вантажу.

### Командний модуль

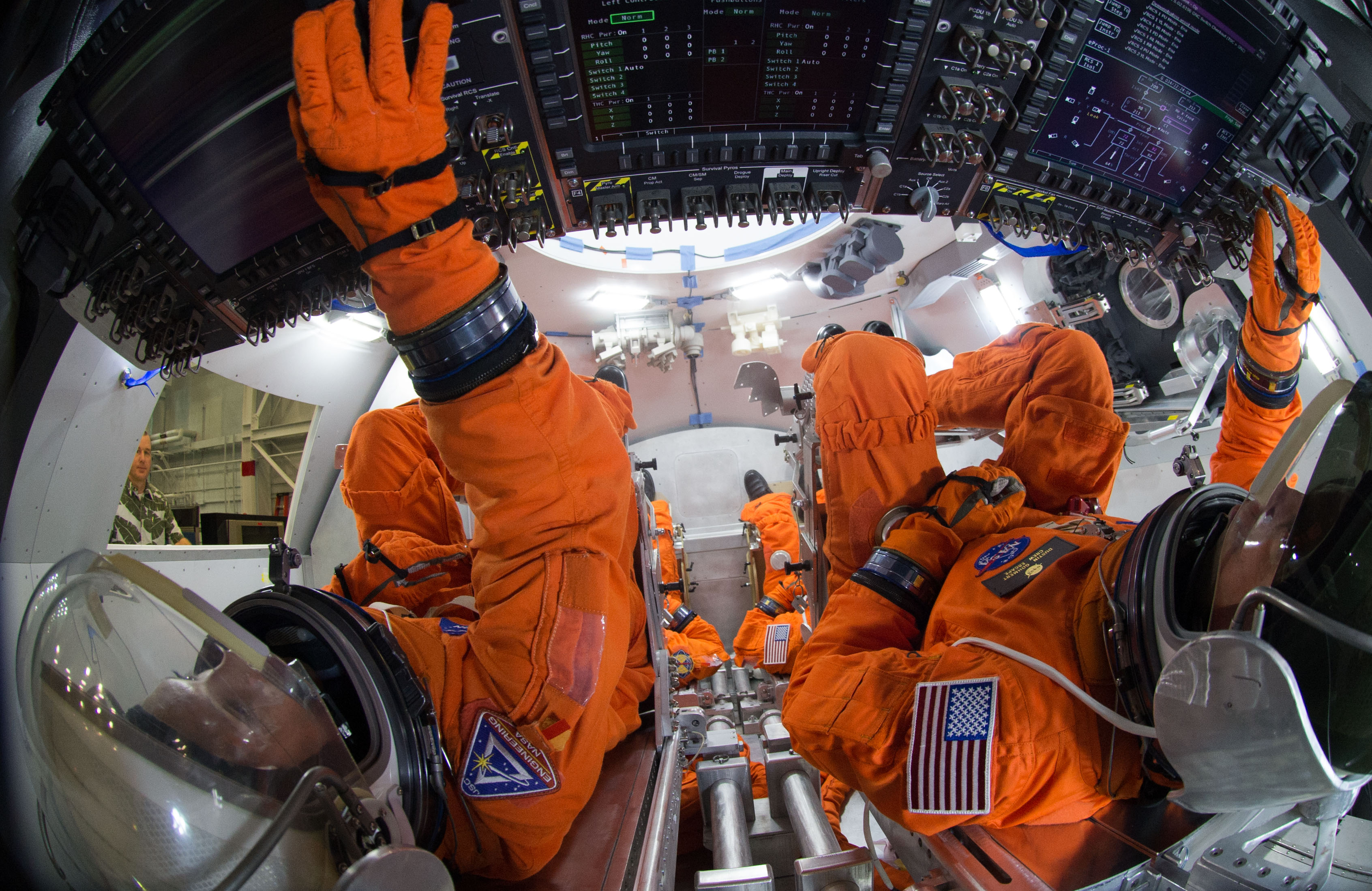
Інтерфейс командного модуля «Оріона». Жовтень 2014.

Командний модуль «Оріона» — це багаторазова транспортна капсула, яка забезпечує середовище для проживання екіпажу, витратні матеріали і дослідницькі інструменти, і служить стикувальним портом для переміщення членів екіпажу. Командний модуль — це лише частина «Оріона», який повертається на Землю після своєї місії, він має вигляд конуса з кутом у 57,5° —таким самим, як у командному модулі «Аполлона». Проєкт передбачає, що КМ матиме 5,02 м у діаметрі і 3,3 м довжини, з масою близько 8,5 метричної тонни. КМ виготовляється компанією Lockheed Martin Corporation. Він матиме на 50 % більший об'єм, ніж КМ «Аполлона», який мав об'єм простору 5,9 м3. КМ може вмістити 4 або 6 астронавтів. Після широкого вивчення проблеми НАСА для командного модуля вибрало систему теплозахисту AVCOAT, який складається із кварцевих волокон зі смолою у вигляді сот зі скловолокна і фенольної смоли, раніше використовувався на кораблях місії «Аполлон» і на деяких ділянках космічного човника на перших запусках.
КМ «Оріона» містить кілька поліпшених технологій:
- «Скляна кабіна» — цифрова система управління взята з Boeing 787 Dreamliner[37].
- Система автоматичного стикування, яка використовується на російських «Прогресах» і європейських ATV, з можливістю ручного пілотування за надзвичайної ситуації. Попередні американські космічні кораблі («Аполлон», «Джеміні», «Спейс Шаттл») мали ручний спосіб стикування.
- Покращені засоби утилізації відходів, мініатюрний туалет і унісекс «допоміжна труба», яка застосовувалась на «Спейс Шаттлі» (система яких базувалась на «Скайлабі») і МКС (базувалась на «Союзі», «Салюті» і станції «Мир»). Ці технології значно кращі за пластикові пакети, які використовувались на «Аполлоні».
- Використання суміші азот/кисень на рівні моря (101,3 кПа) або знижений тиск (55,2—70,3 кПа).
- Значно покращені і модернізовані комп'ютери порівняно з попередніми пілотованими кораблями.

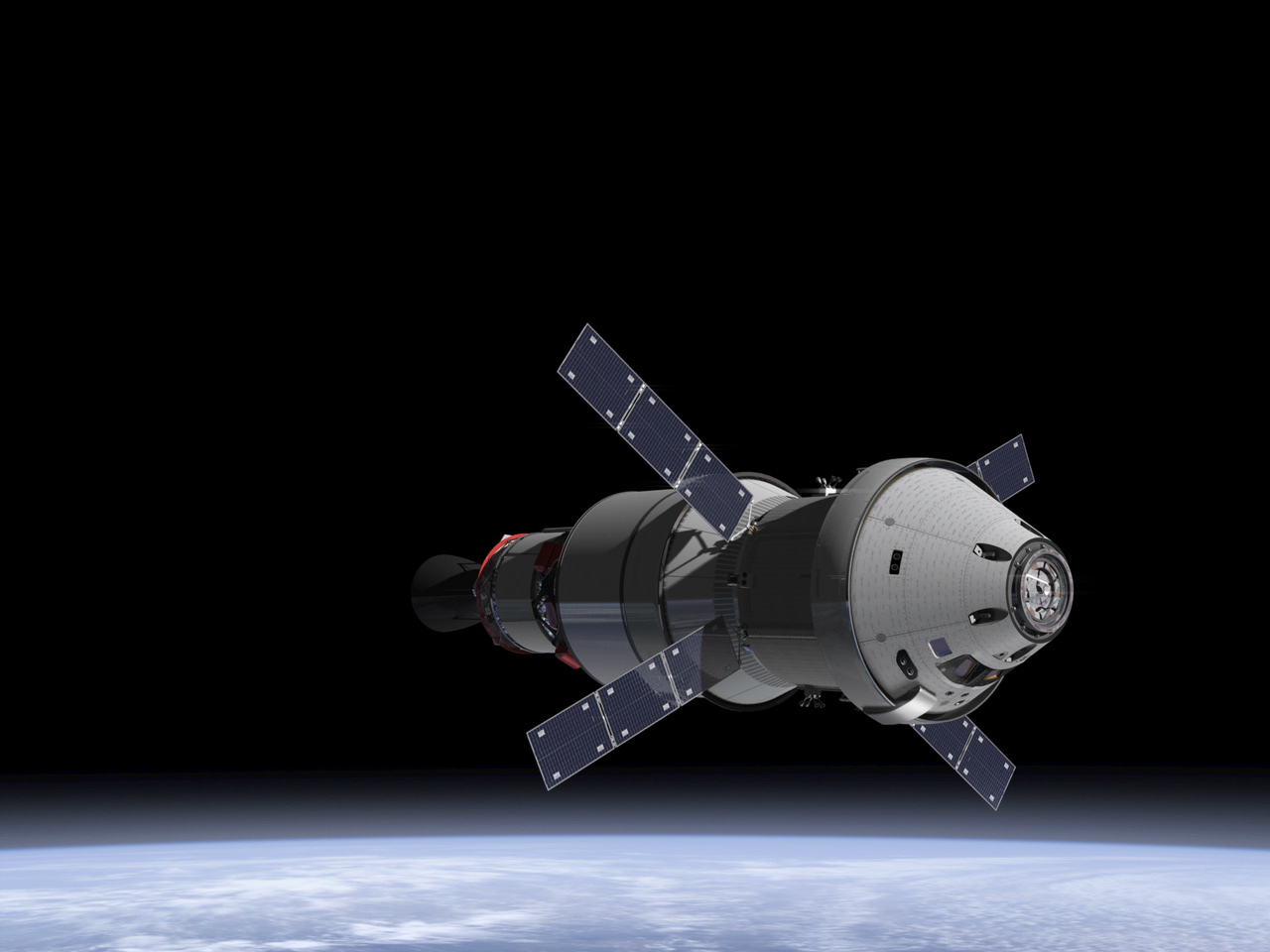
«Оріон» із сервісним модулем на основі корабля ATV

КМ «Оріона» буде побудований зі сплаву алюмінію та літію, який використовувався в «Спейс Шатлах», ракетах «Дельта IV» і Atlas V у зовнішній обшивці паливного бака. КМ буде вкритий тим самим матеріалом, який використовується для захисту некритичних частин «Шаттлів», як-от люк вантажного відсіку. Парашути багаторазового використання базуватимутьсяна парашутах, які використовувались на космічних кораблях «Аполлон» і твердопаливних прискорювачах «Спейс Шаттла», у конструкції буде використаний матеріал, подібний «Номекс». Приводнення використовуватиметься як винятковий засіб для КМ «Оріона».
Також «Оріон» для стикування з іншими транспортними засобами буде обладнаний Системою стикування НАСА, яка схожа на Андрогінно-периферійний агрегат стикування, яка використовувалась на Шаттлах. Космічний корабель буде обладнаний системою аварійного рятування, яка використовувалась на «Аполлонах» і «Меркуріях», до створення на «Аполлонах» захисту Boost Protective Cover (зробленого зі склотекстоліту), для захисту КМ «Оріона» від аеродинамічних напружень протягом перших 2,5 хв підйому. Інженери «Оріона» стверджують, що він розроблений так, що буде в 10 разів безпечніший під час підйому і повернення, ніж «Шаттл». КМ розроблений для багаторазового використання. Окрім цього, усі частини «Оріона» спроєктовані так, щоб бути максимально універсальними: це означає, що між першим випробувальним польотом у 2014 році і космічним польотом до Марса в 2030-х космічний корабель може бути модернізований за допомогою новітніх технологій.

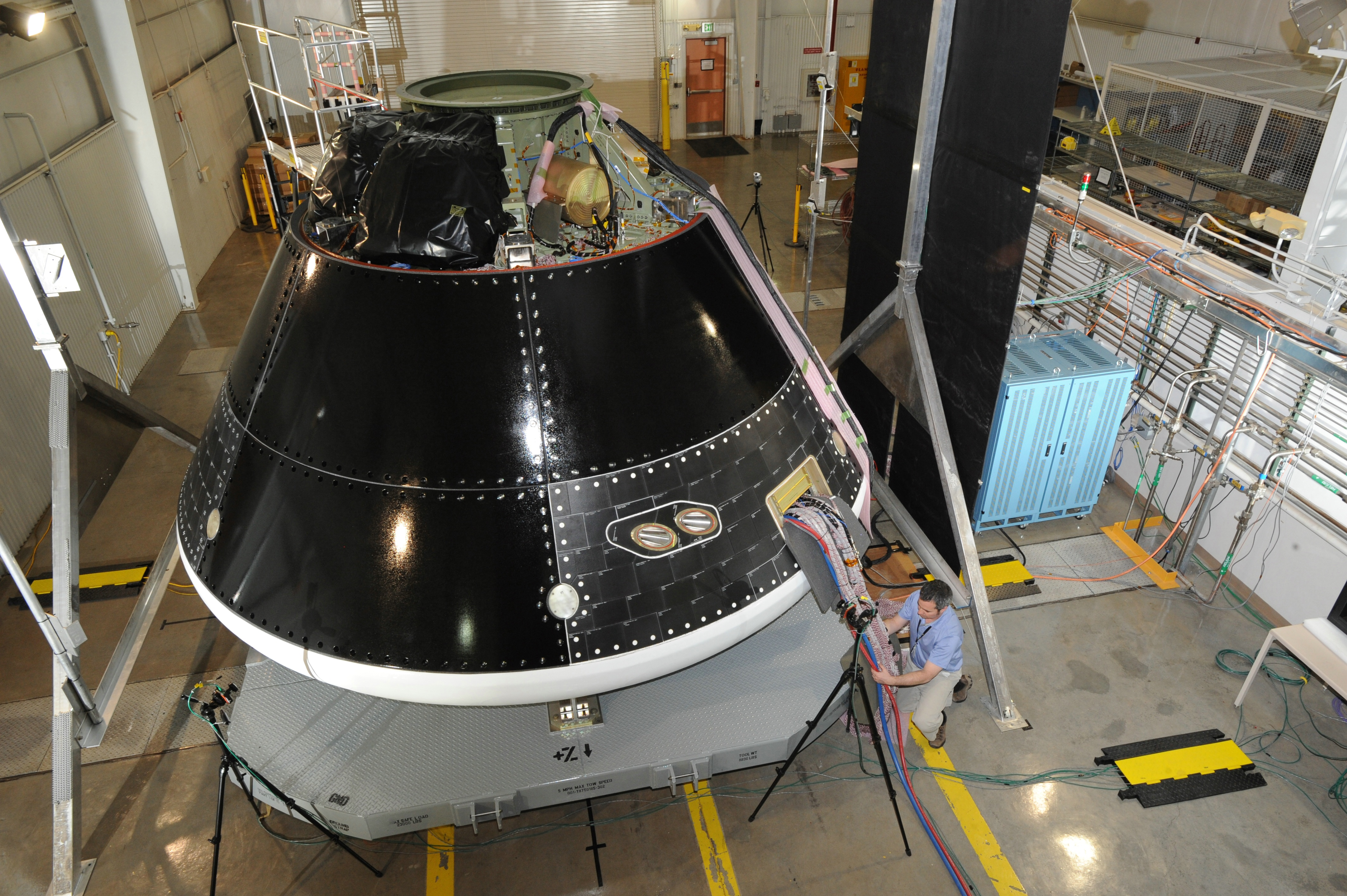
Наземні випробування «Оріона». 13.05.2011.
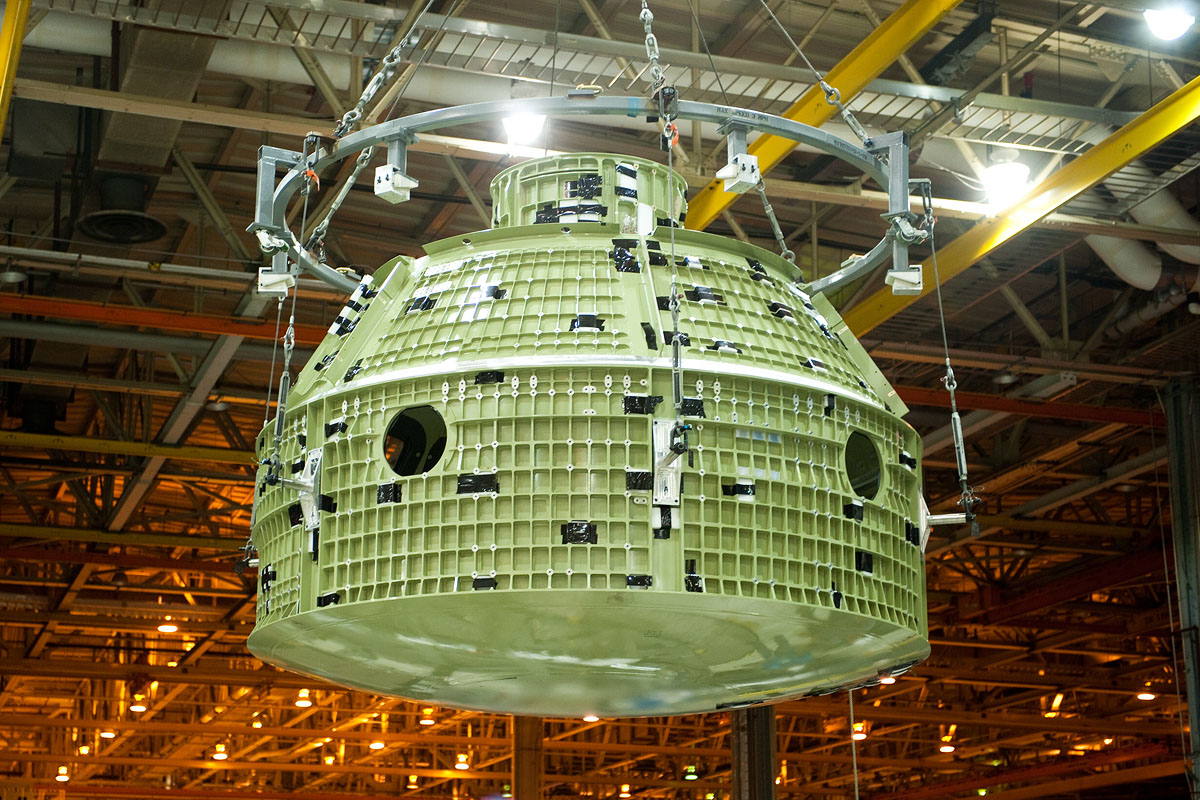
«Оріон» після фінальної збірки. 22.06.2012.
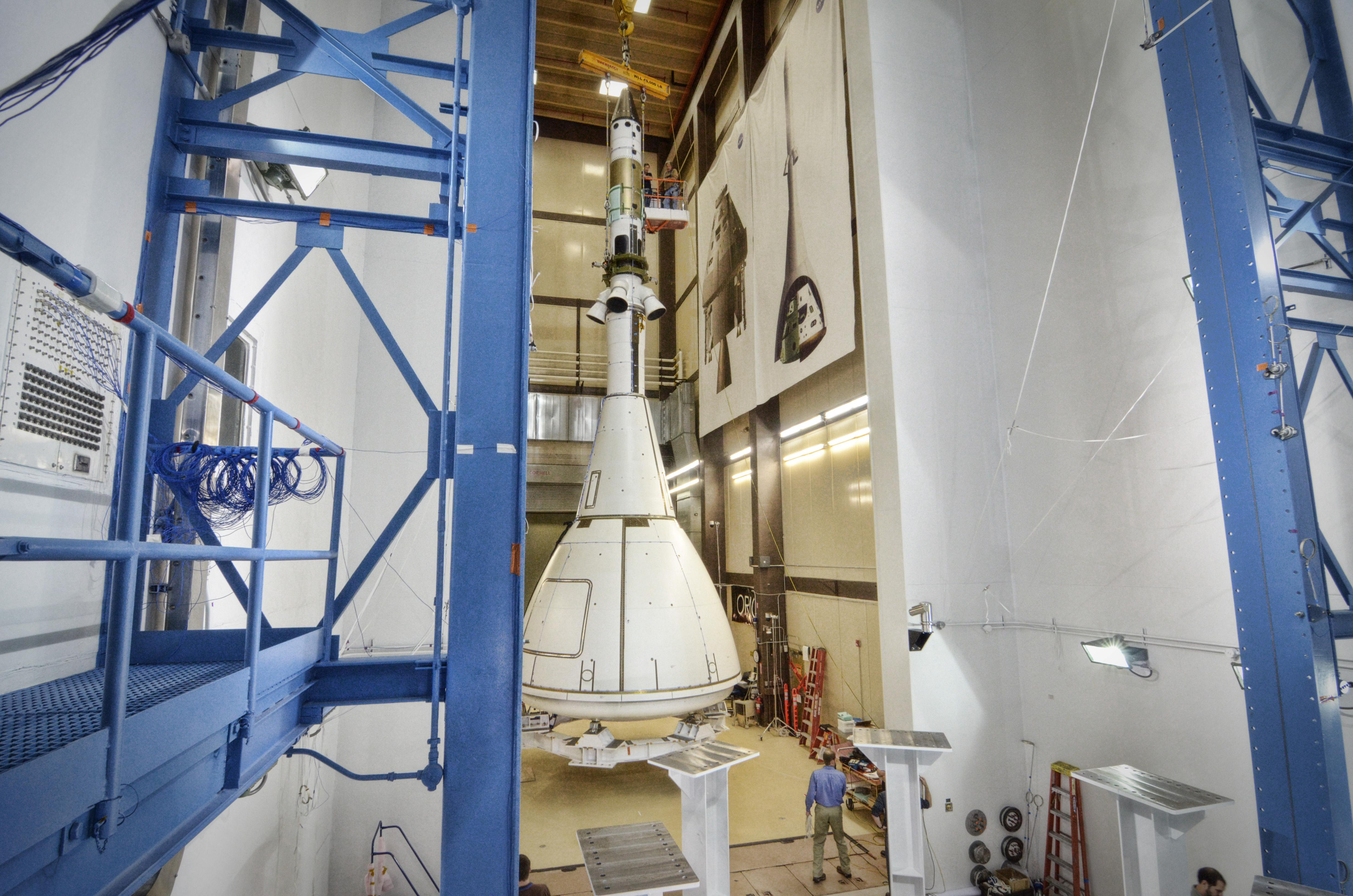
«Оріон» на наземних випробуваннях в акустичній камері.
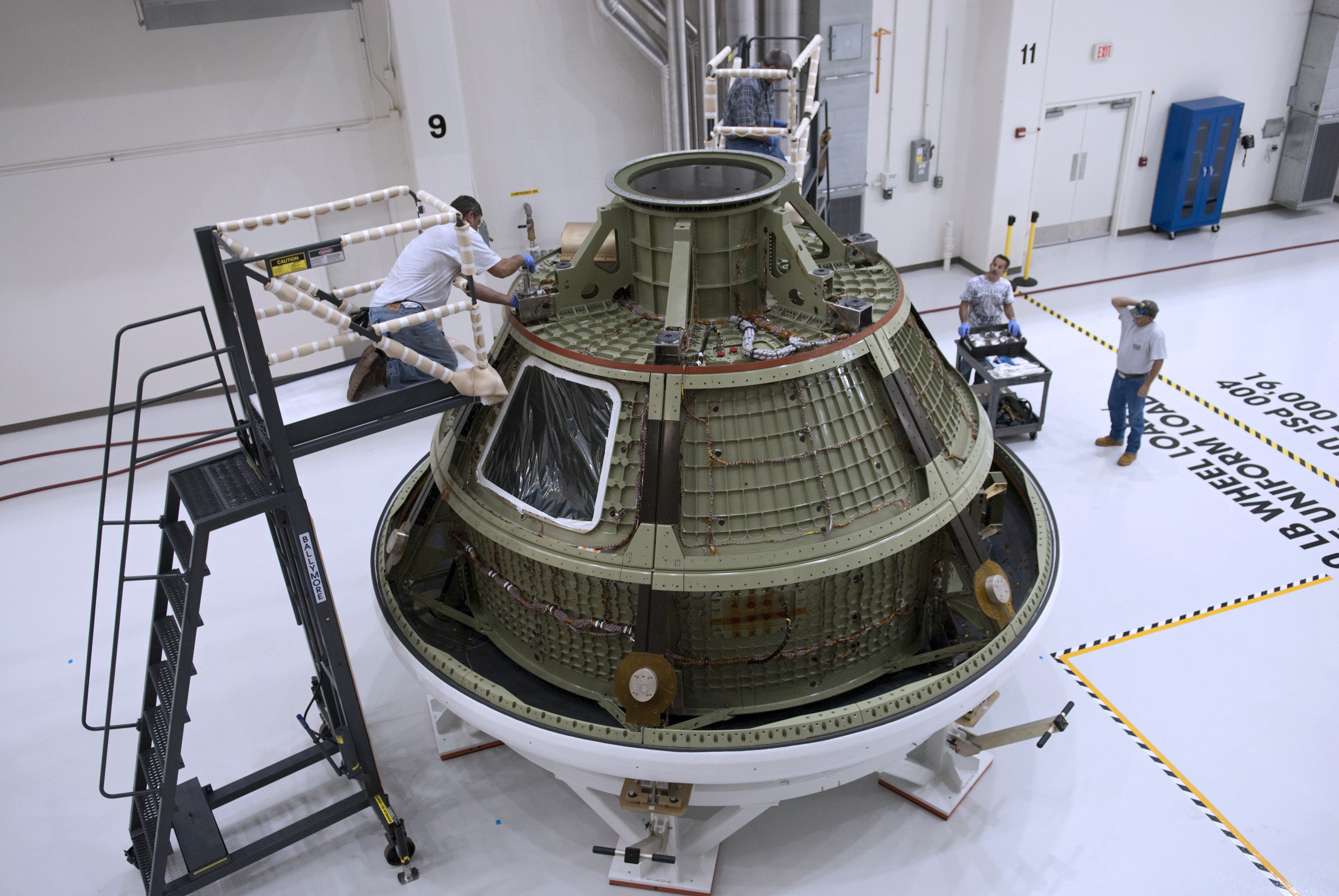
Наземні випробування «Оріона».
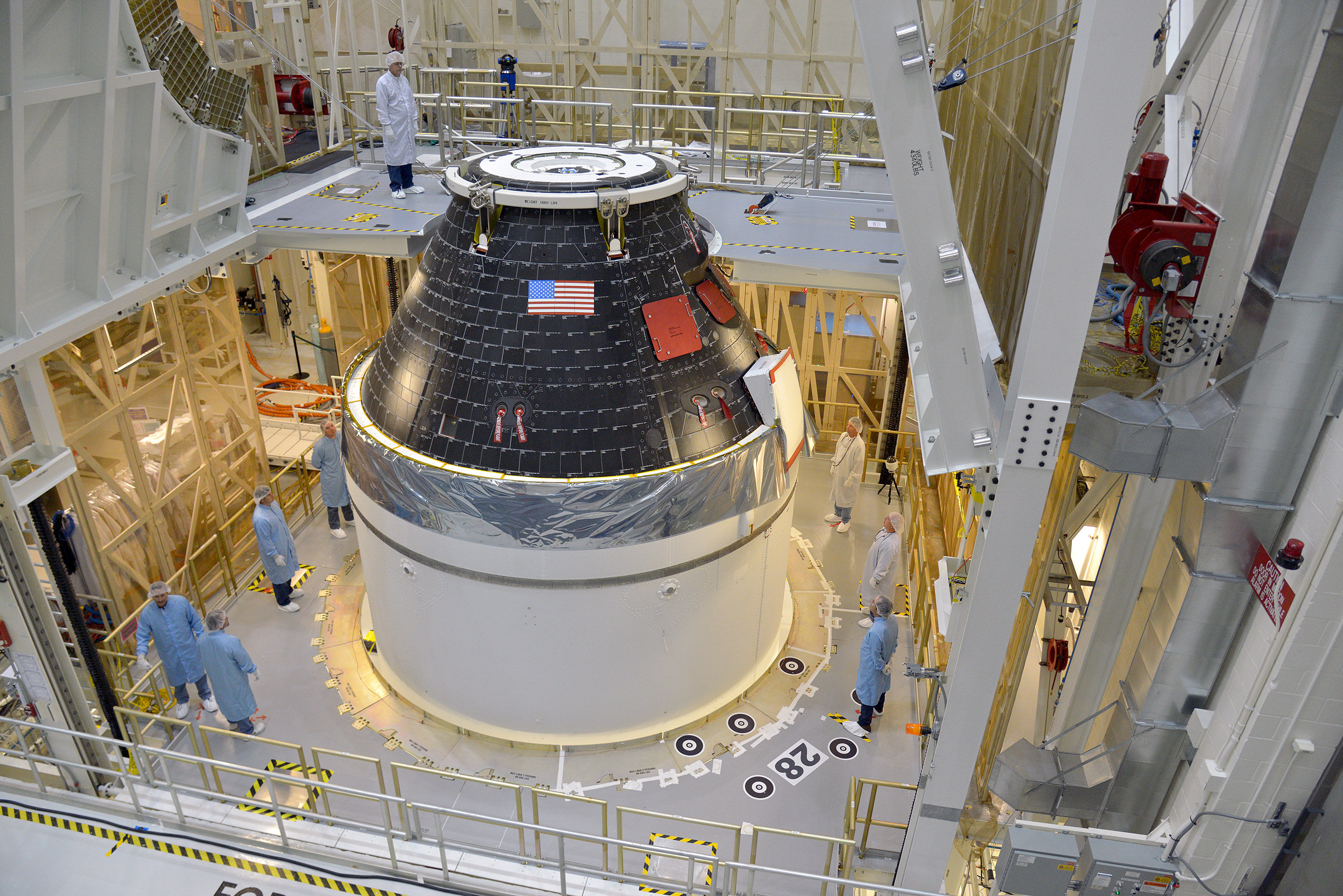
Завершений «Оріон» перед тестом EFT-1. 08.09.2014.

### Сервісний модуль (на базі ATV)

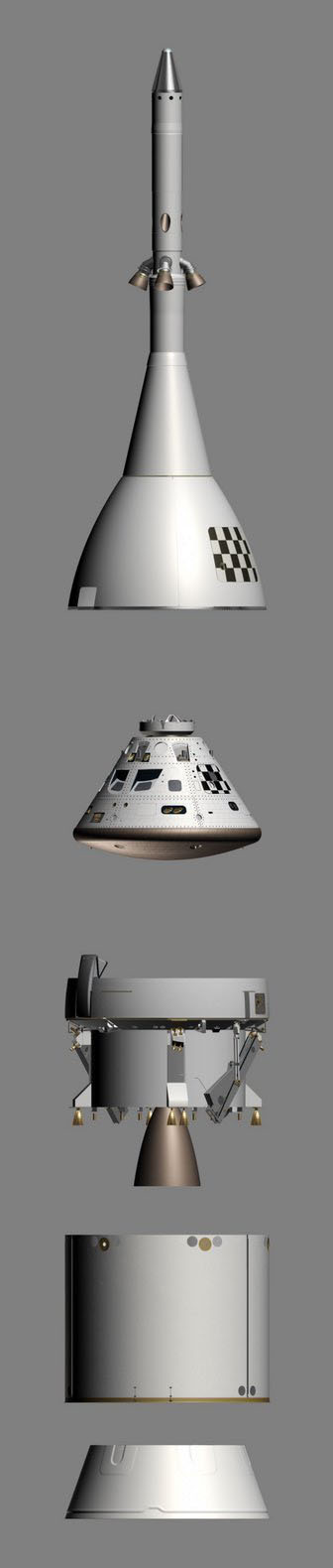
Компоненти «Оріона», 2009.

У травні 2011 року головний директор ЄКА анонсувало можливу співпрацю з НАСА в роботі над наступником ATV. 21 червня 2012 року компанія Airbus Defence and Space оголосила, що отримала кошти на створення двох розробок, на кожну 6,5 млн євро, для оцінки можливостей використання технологій і досвіду, який був отриманий при роботі з ATV і модулем «Колумбус» для майбутніх місій. Перший (ATV) розглядався як основа для сервісного модуля (СМ) для тандему з КМ «Оріона». Друга розробка зробила можливим виробництво багаторазового орбітального транспортного засобу. 21 листопада 2012 року ЄКА вирішило розробляти на основі ATV сервісний модуль для «Оріона». СМ буде виконаний компанією Airbus Defence and Space у Бремені, Німеччина. 16 січня 2013 року НАСА анонсувало, що СМ «Оріона», зроблений ЄКА, вирушить у Exploration Mission 1 на ракеті-носії СКЗ.

### Рятувальна система
У разі надзвичайної ситуації під час запуску або підйому система аварійного порятунку відділяє пілотований модуль від ракети-носія за допомогою двигунів аварійного припинення роботи, які мають більшу тягу (оскільки працюють значно менше), ніж прискорювач Atlas 109-D, на якому було доставлено на орбіту астронавта Джона Гленна в 1962 році.
Існують також дві інші системи в Launch Abort System. Перша система прискорення розміщена на вежі від'єднання, необхідна для позиціонування й орієнтації капсули. Друга система, яка працює на твердому ракетному паливі, використовується для від'єднання рятувальної системи від капсули «Оріона». 10 липня 2007 року компанія Orbital Sciences, головний підрядник для рятувальної системи, видала компанії Alliant Techsystems (ATK) 62,5 млн дол. США згідно з контрактом для «проєктування, розробки, виготовлення, тестування і доставки двигуна для Системи рятування „Оріона“». ATK, яка мала контракт для створення першого ступеня ракети-носія «Арес-1», використовуватиме цю конструкцію і в виробництві двигуна для рятувальної системи «Оріона». 9 липня 2008 року НАСА анонсувала, що рятувальна система «Оріона» завершила вертикальні тести. Інший підрядник, Aerojet, отримав завдання за контрактом для проєктування й розробки однієї з двох систем Launch Abort System. У вересні 2008 року Aerojet із командою Orbital Sciences, Lockheed Martin і НАСА успішно виконали два повномасштабні тести системи. Ця система дуже важлива для кожного польоту для від'єднання рятувальної башти з КМ «Оріона» подалі від ракети після успішного запуску.

## Випробування за допомогою макетів «Оріона»

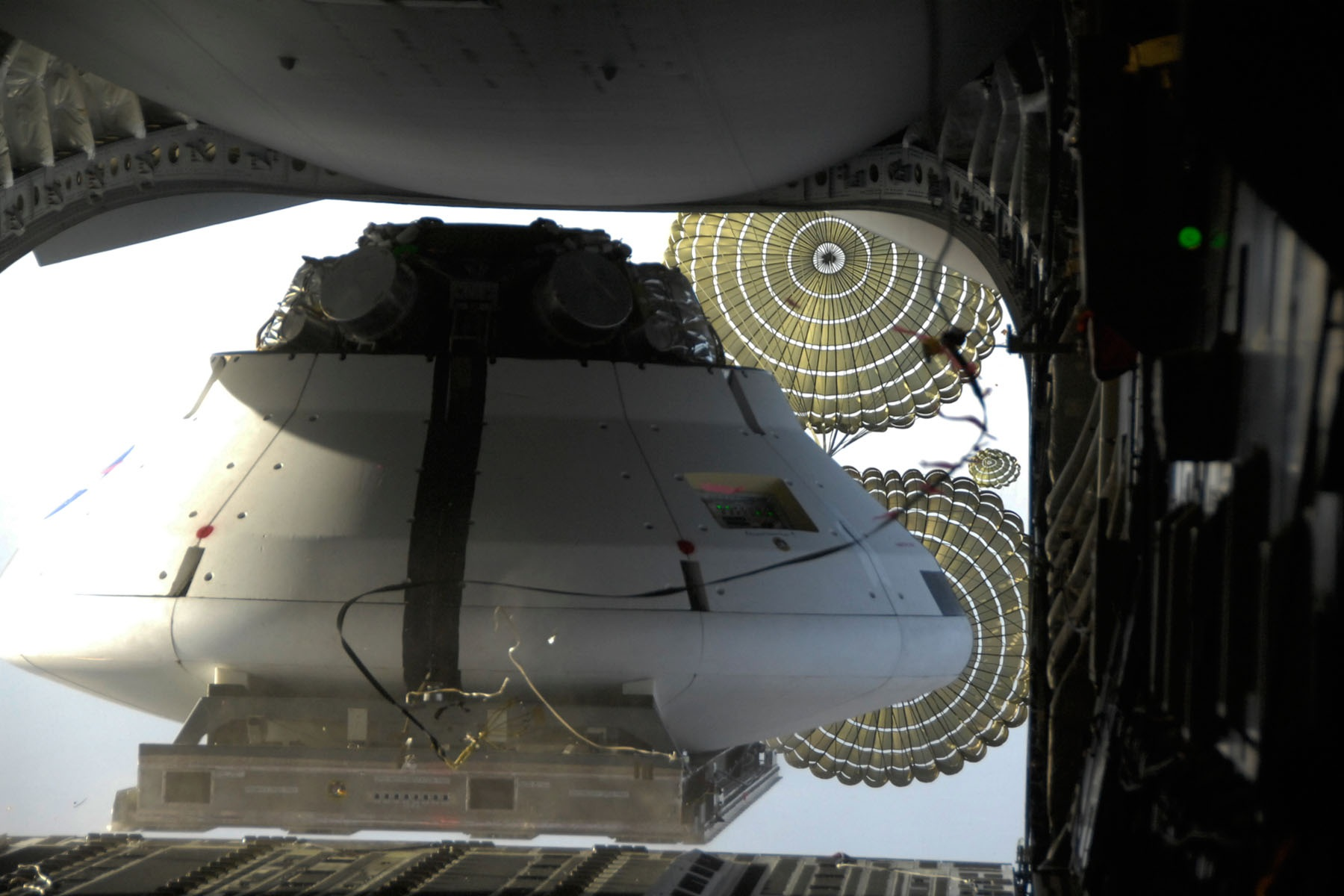
Макет «Оріона» під час тестування парашутів. 29 лютого 2012 року.

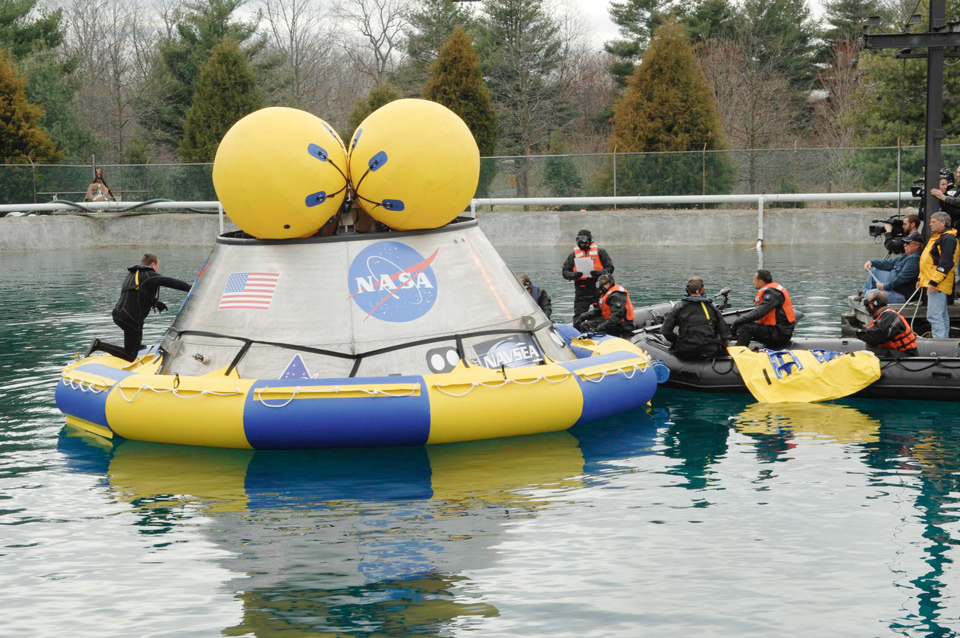
Тестування «Оріона» в басейні

- Space Vehicle Mockup Facility[en] розміщений у Космічному центрі Ліндона Джонсона, він включає повномасштабну копію капсули «Оріона» для тренування астронавтів[49].
- Exploration Flight Test 1 «Оріона» сконструйований у Michoud Assembly Facility[50], був доставлений компанією Lockheed Martin у космічний центр Кеннеді 2 липня 2012 року[51] і запущений і повернений назад 5 грудня 2014 року.
- Boilerplate Test Article — тестування на вплив навантажень при приводненні капсули в Дослідний центр Ленглі[en]. Тестувальний майданчик був модифікований спеціально для капсули «Оріона», для спостережень стаціонарно і під час роботи[52]. Система містить 150 датчиків для отримання даних під час тестування[53]. Тестування 8,16-тонного макета почалось у липні 2011 року і тривало до 6 січня 2012 року[54].
- Наземні випробування на вібрацію проводились у Денвері компанією Lockheed Martin[55]. Вони проводились на тестувальному макеті «Оріона» разом із рятувальною системою. У майбутньому на цьому майданчику відбудуться випробування СМ і теплового щита «Оріона»[56].
- Випробування методом скидання з висоти проводились у випробувальному полігоні в Юмі в Аризоні. Макет «Оріона» з парашутами був скинутий з висоти 7600 м із літака С-130[56]. Тестування почалось у 2007 році. Парашути розгортаються на висоті 6100 і 4600 м. Тестування парашутів складається з ситуацій, коли парашут не відкрився частково та ситуацію, коли один із головних парашутів зовсім не відкрився. Лише з двома розкритими парашутами падіння капсули відбувається зі швидкістю 10 м/с — це максимальна конструкторська швидкість «Оріона» при приземленні[57]. Інші випробування включають невідкриття парашутів «Оріона». Невдалі тестування сталися в 2007, 2008, і 2010 роках[58]. Нова система парашутів була успішно протестована 29 лютого 2012 року з літака C-17. Десять гальмівних парашутів гальмували макет «Оріона» під час скидання його з висоти 7600 м. Ця система парашутів має назву Capsule Parachute Assembly System[59]. Випробування перевірили рівень турбулентності потоку повітря позаду макету «Оріона» з парашутною системою. Макет приземлився в пустелі зі швидкістю 27 км/год[60]. Третій макет «Оріона» був успішно протестований скиданням з літака 17 квітня 2012 року[61].

## Тести

### Випробування на вплив навколишнього середовища
НАСА проводила випробування впливу на навколишнє середовище «Оріона» з 2007 по 2011 роки в Дослідницькому центрі Глена в Огайо в найбільшій термальній вакуумній камері у світі.

### Система аварійного рятування

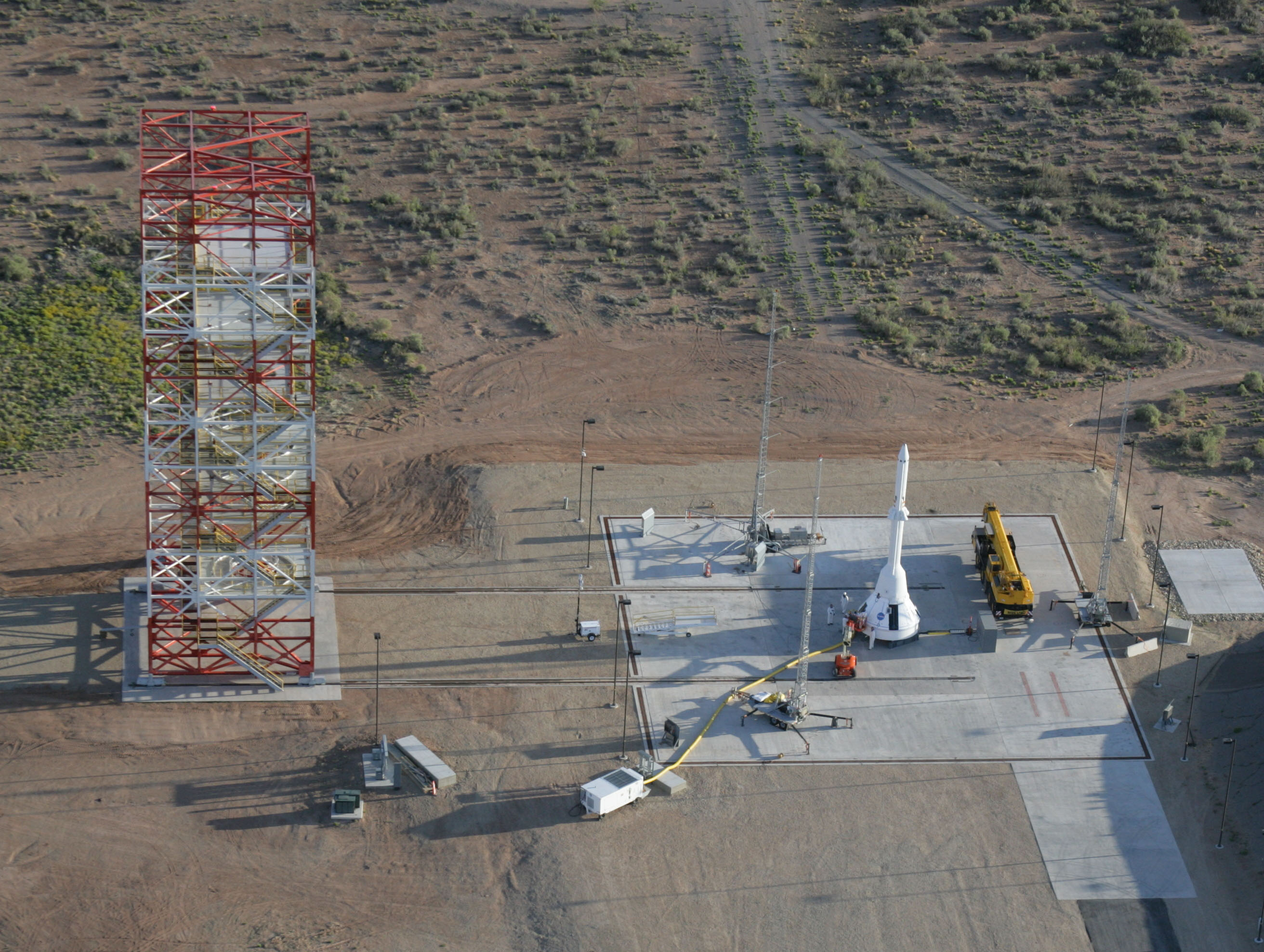
«Оріон» під час тестування Системи аварійного рятування. 6 травня 2010 року.

20 листопада 2008 року Aerospace успішно виконала перше тестування системи аварійного порятунку. Двигун системи може виробляти 2200 кН тяги в аварійній ситуації під час запуску або на висоті до 91 км. Випробування двигуна системи Launch Abort System, яке відбулось 2008 року, було першим випробуванням двигуна зі зворотною тягою. 2 березня 2009 року повномасштабний макет КМ відповідної ваги і розмірів розпочав подорож з Дослідного центру Ленглі до ракетного полігону «Вайт Сендс» (Нью-Мексико) для тестування системи аварійного порятунку. 10 травня 2010 року НАСА успішно виконала випробування системи аварійного порятунку «Оріона» у Вайт-Сандс (Нью-Мексико), запустивши макет капсули на висоту 1800 м. Під час випробування використовувались три твердопаливні ракетні двигуни — головний двигун, маневровий двигун і двигун для від'єднання. Плануються випробування рятувальної системи з майданчика LC-46 у 2018 році.

### Випробування після приземлення «Оріона»
До першого тестування «Оріона» у грудні 2014 року були виконані кілька попередніх тестів. У 2009 році, у період існування програми «Сузір'я», був проведений тест на стан капсули після приземлення «Оріона», щоб виявити й оцінити методи рятування астронавтів і дії, яких можна очікувати від астронавтів після приземлення. Це допомогло би відтворити необхідні умови для рятувальної команди. У конструкцію корабля будуть включені необхідні після приземлення інструменти та обладнання, речі першої необхідності. Для тестування «Оріона» під водою використовувався повнорозмірний макет «Оріона», випробування проводилися при штучних та реальних погодних умовах. Вони почались 23 березня 2009 року, був побудований 8200-кілограмовий макет, який був розміщений у басейні. Повномасштабні випробування в морі відбулись 6—30 квітня 2009 року, у різних місцевостях недалеко від берега Космічного центру Кеннеді з висвітленням у ЗМІ.

### Exploration Flight Test 1
О 7:05 ранку 5 грудня 2014 року капсула «Оріона» була запущена ракетою-носієм Delta IV Heavy для першого польотного тестування і приземлилась у Тихому океані. Політ тривав 4 години 24 хвилини. Це був перший політ космічного корабля НАСА для пілотованих польотів після припинення програми «Спейс Шаттл» у 2011 році, і перший раз, коли НАСА запустила космічний корабель, здатний доправити людину більше ніж на кілька сотень кілометрів у космос, починаючи з запуску «Аполлона-17», який відбувся у 1972 році. «Оріон» досяг висоти 5800 км і швидкості 8900 м/с. У польоті були протестовані тепловий щит, парашути, компоненти рятувальної системи і бортові комп'ютери. «Оріон» був повернений за допомогою корабля USS Anchorage і перевезений до Сан-Дієго, Каліфорнія, після чого був повернений до космічного центру Кеннеді у Флориді.

## Графік запусків програми «Оріон»
| # | Місія                     | Позначення   | Ракета-носій   | Екіпаж | Дата Запуску           | Результат    | Тривалість польоту  | Примітки                                                       | Посилання     |
| 1 | Exploration Flight Test 1 | EFT-1        | Delta IV Heavy | Ні     | 5 грудня 2014 року     | Успішно      | 4 години 24 хвилини | Тестовий політ для досягнення апогею «Оріоном» на орбіті Землі |               |
| 2 | Artemis 1                 | SLS-1 / EM-1 | SLS Block I    | Ні     | 16 листопада 2022 року | не завершено |                     | Відправлення непілотованого корабля «Оріон» навколо Місяця.    | [ 70 ] [ 71 ] |

## Фінансування
У 2015 році НАСА отримало 1,2 млрд дол. США від Конгресу для фінансування програми «Оріон», це на 150 млн дол. більше, ніж рекомендована сума адміністрації Обами. Під час оновлення програми у вересні 2015 року НАСА оголосила, що загальна вартість для першої пілотованої місії «Артеміда-2» становитиме 6,77 млрд дол. США. В оголошену вартість не включені кошти, які були витрачені на «Оріон» і відповідні компоненти космічної програми Сузір'я.

## Майбутні місії
15 квітня 2010 року президент США Барак Обама визначив першочерговий напрям діяльності в космічній галузі — спрямування ресурсів на пілотоване дослідження астероїда біля Землі, яке буде здійснено приблизно в 2020-х роках, наступна мета — доставка одного або більше астронавтів на марсіанську орбіту і безпечне їх повернення до Землі в середині 2030-х років. Бюджетні відрахування Конгресу і довготривалі плани НАСА відтоді переписувались, щоб пристосувати їх у відповідності до довготривалих цілей під час обох президентських мандатів. У змінах НАСА на довготривалий термін зазначається, що заснування Місячної бази (яке було включене у скасовану програму «Сузір'я») було скасоване. У короткотривалій перспективі можливе заснування бази на Місяці з посередництвом окремо фінансованого підприємства, або за допомогою космонавтики інших країн.

### Asteroid Redirect Mission
Під час проведення місії на орбіті Місяця буде розміщений астероїд, замість того щоб направляти астронавтів за астероїдом у глибокий космос. Інститут космічних досліджень Кека в Каліфорнійському технологічному інституті у співробітництві з Лабораторією реактивного руху оцінили вартість місії у 2,6 млрд дол. США. Для порівняння: кошторис колонізації Місяця за програмою «Сузір'я» становив 150 млрд дол. США. Однак 2,6 млрд дол. — це лише вартість захоплення астероїда. У цю вартість не включені ані вартість розробки, ані вартість польотів «Оріона» до 4-метрового астероїда, коли він буде захоплений, тому 2,6 млрд дол. не охоплюють повної вартості цієї місії. Адміністрація Обами оголосила, що кошторис цієї місії становитиме менше, ніж оголошені 2,6 млрд дол. і частина коштів із бюджету 2014 року вже була виділена. Кроки до здійснення цієї місії були б зроблені, якби почалась розробка покращеної технології електричного ракетного двигуна.

### Місії до Марса
Капсула «Оріона» спроєктована з можливістю здійснювати пілотовані місії на Марс. Оскільки в капсулі «Оріона» лише близько 2,25 м3 житлової площі на кожного астронавта, для довготривалих місій знадобиться додатковий житловий модуль Deep Space Habitat. Він забезпечить додаткове місце й припаси, а також полегшить обслуговування космічного корабля, комунікацій, тренування, виконання вправ та індивідуальний відпочинок. У довготривалих місіях капсула «Оріона» використовуватиметьсялише під час запуску, приземлення та інших операцій. Існують варіанти модуля Deep Space Habitat, який забезпечить 70 м3 житлової площі на кожного астронавта, хоча цей модуль знаходиться на стадії концепту. Розміри і конфігурація модуля можуть змінюватися в залежності від екіпажу і вимог місії.

## Хроніка
- 22 серпня 2006 року НАСА повідомило, що новий пілотований космічний корабель називатиметься як одне з найяскравіших сузір'їв — «Оріон»[84].
- 31 серпня 2006 року НАСА підписало контракт на розробку, будівництво й випробування нового пілотованого космічного корабля «Оріон» із концерном Lockheed Martin. Сума контракту — до 8,15 млрд дол.[85]
- 1 лютого 2010 року Керівник НАСА Чарльз Болден повідомив про відмову від космічної програми «Сузір'я», а також про припинення розробки космічного корабля «Оріон» і ракет-носіїв «Арес I» і «Арес V», у зв'язку з пропозицією президента Барака Обами скасувати програму[86].
- 16 квітня 2010 року президент Барак Обама пообіцяв не відмовлятись від розробки космічної капсули «Оріон», але запропонував спростити її, щоб на початковому етапі її можна було використовувати як рятувальний пліт на МКС, а згодом доробити капсулу, щоб вона стала основою для створення потужнішого апарата, здатного вивести космонавтів за межі земної орбіти[87].
- 25 травня 2011 року НАСА підтвердило, що майбутній пілотований корабель для польотів у глибокий космос базуватиметься на концепції корабля «Оріон». Новий корабель не має назви і позначається абревіатурою MPCV[88].
- 20 липня 2011 року витрати НАСА на проєкт перевищили 5 млрд дол.[89]
- 26 серпня 2011 року компанія Lockheed Martin виконала інтенсивні випробування прототипу корабля. Прототип встановили в спеціальній акустичній камері, у якій відтворювалося звукове навантаження потужністю понад 150 дБ — плановий показник під час майбутніх запусків корабля[90].
- 20 грудня 2011 року успішно випробувано парашутну систему космічного корабля під час випробувальних скидувань з великої висоти. Спуск відбувався на двох парашутах замість трьох. Парашутна система успішно впоралась з аварійним сценарієм[91].
- 12 вересня 2012 року на слуханнях у Конгресі США помічник директора НАСА Деніел Дамбакер розповів, що корабель вирушить у свій перший випробувальний політ без екіпажу 2014 року і буде запущений ракетою «Дельта IV». 2017 року для цих же цілей передбачається використовувати новий важкий носій SLS. На 2021 заплановано випробування корабля з екіпажем на борту. Своєю чергою, віцепрезидент Lockheed Martin Клеон Лейсфілд уточнив, що 2014 року корабель планується запустити на відстань близько 6 тис. км від Землі — у 15 разів далі, ніж розташована орбіта обертання МКС. Його колега з Boeing Джим Кліфтон інформував, що розробка SLS також йде за планом. Ця ракета буде випущена в різних модифікаціях, розрахованих на виведення у космос вантажів масою від 70 до 130 тонн. За розрахунками НАСА, один її запуск коштуватиме приблизно 500 млн доларів — у півтора рази менше, ніж свого часу коштувала кожна експедиція «Спейс Шаттл»[92].
- 29 травня 2013 року на кінець року призначено захист проєкту та початок виробництва обладнання для європейського космічного службового модуля, який буде у складі американської пілотованої повертальної капсули «Оріон»[93].
- 16 грудня 2013 року тепловий екран для «Оріона» доставлений у центр «Кеннеді». Корабель зібраний та готовий до першого випробувального польоту[94].
- 4 грудня 2014 року після кількох спроб запуску через несприятливі погодні умови (сильний вітер) запуск корабля був перенесений на 5 грудня.
- 5 грудня 2014 року о 12:05 UTC запуск та політ пройшли успішно. Корабель піднявся на висоту 5900 км[95] і увійшов у ближній радіаційний пояс Землі, де був перевірений його радіаційний захист. Після цього корабель знизився й увійшов в атмосферу. При цьому була проведена перевірка термозахисту. Після нетривалого спуску на парашутах корабель приводнився біля берегів Каліфорнії.